# Kamisama Kazoku
Kamisama Kazoku (jap. 神様家族, deutsch Götterfamilie) ist eine 8-teilige Light-Novel-Reihe von Yoshikazu Kuwashima. Eine Verfilmung als Anime-Serie wurde in Japan erstmals am 18. Mai 2006 über Animax ausgestrahlt. Des Weiteren erschien ein Manga und ein Computerspiel das auf der Romanreihe basiert.

## Handlung
Samatarō Kamiyama ist Gottes Sohn und lebt mit seiner Familie in der Welt der Menschen. Dies soll garantieren, dass er, wenn er eines Tages die Nachfolge seines Vaters antritt, ein guter Gott ist. Seine beste Freundin ist Tenko, die zugleich sein Schutzengel ist, gemeinsam mit ihm aufwächst und auf dieselbe Schule geht. So verbringt er ein sorgenfreies Leben mit seiner Familie und wirkt gar etwas gelangweilt. Bis eines Tages mit Kumiko Komori eine neue Schülerin dieselbe Klasse besucht. Dies hat zur Folge, dass sich Samatarō sich Hals über Kopf in sie verliebt. Jedoch blockt sie seinen ersten Annäherungsversuch sofort ab, was für Samatarō – dem Sohn Gottes – eine ganz neue Erfahrung ist. Er sieht dies als eine besondere Herausforderung an und will ihr Herz ohne die Hilfe seiner Familie gewinnen. Dabei bittet er Tenko um Unterstützung.
Als mehrere Annäherungsversuche durch Eingriffe seiner Familie schiefgehen, verlangt Samatarō von seiner Familie, ihn in einen gewöhnlichen Menschen zu verwandeln. Er ist aber nicht auf die Konsequenzen seines Handelns vorbereitet und muss vor allem schmerzlich feststellen, dass auch Tenko verschwunden ist. Frustriert von seinem Leben als gewöhnlicher Mensch, da auch Kumiko die Schule wieder verlassen hat, sucht er Trost in einem Geschäft für besondere Geschenkartikel, das Tenko zuvor stark bewundert hatte. In ihm trifft er auf eine Person, die Tenko sehr ähnlich ist und ihm helfen will, noch einmal mit Kumiko sprechen zu können. Dabei entpuppt sich diese Person selbst als Tenko und es stellt sich heraus, dass sein Vater ihm nicht wirklich seine göttliche Macht entzogen hat.
Während Samatarōs Freund Shinichi glaubt, das Mädchen seiner Träume in einem Krankenhaus gefunden zu haben, verhält sich Tenko äußerst merkwürdig. Es stellt sich heraus, dass Tenko ein Baby versteckt und sie Samatarō unterstellt, der Vater zu sein. Das Mädchen mit dem Namen Ai wächst wesentlich schneller als ein gewöhnliches Baby heran und beschert Samatarō und Tenko etliche Probleme. Als Ai nun schon fast erwachsen ist, treffen Shinichis Schwarm und Ai aufeinander und es stellt sich heraus, dass beide sich früher kannten, Ai jedoch bei einem Unfall ums Leben kam. Nachdem dieses Rätsel gelöst ist, scheint sich die Beziehung zwischen Samatarō und Tenko, die sich aufgrund des „gemeinsamen Kindes“ ohnehin schon stark aufeinander zubewegt hatten, aufzuheizen.
Gerade in dieser Situation erhält Tenko den Befehl, in den Himmel zurückzukehren, da sie ihre Pflichten Samatarō gegenüber erfüllt hat. Viel schlimmer ist es für Tenko jedoch, dass auch Kumiko wieder an der Schule auftaucht. Frustriert von dieser Situation, verbringt Tenko die meiste Zeit in Gedanken vertieft im Bett ihres zugeschlossenen Zimmers. Dabei erscheint ihr der Erzengel Suguru, der sie nachdrücklich darum bittet, in den Himmel zurückzukehren. Er gewährt ihr jedoch drei weitere Tage. Unterdessen folgt Samatarō Kumiko nach Hause und trifft dort auf deren angeblich kranke Mutter Fumiko. Tenko spioniert den beiden hinterher und findet dabei heraus, dass Fumiko in Wirklichkeit ein Teufel ist und Kumiko braucht, um sich mit frischen Seelen ernähren zu können.
Als es Tenko schafft, dem Jungen die Situation näher zu erklären und Kumiko selbst zugibt, die Tochter eines Teufels zu sein, ist es fast zu spät für Samatarō und seine Familie. Der Teufel ist für die Familienmitglieder nicht aufzuhalten. Letztendlich gelingt es Samatarō jedoch trotzdem durch eine List und Tenkos Mithilfe, den Teufel zur Strecke zu bringen. Kumiko, die einst als Engel auf die Welt kam, verwandelt sich im Anschluss wieder in einen Engel zurück und lebt seitdem in Samatarōs Haus. Währenddessen haben Samatarō und Tenko endlich zueinander gefunden und Tenko bekommt vom Erzengel die Erlaubnis, auf der Erde bleiben zu dürfen.

## Charaktere

### Hauptcharaktere
Samatarō Kamiyama (神山 佐間太郎, Kamiyama Samatarō)Samatarō ist der blauäugige, blauhaarige Sohn Gottes (Kami) und einer Göttin (Megami), der die Menschheit auf der Erde studieren soll. Samatarō scheint noch nicht die volle Kontrolle über seine Kräfte zu haben, auch wenn er in der Lage ist, telepathisch in seiner Chibi-Form zu kommunizieren und andere Fähigkeiten unregelmäßig aufzeigt. Im Grunde genommen ist Samatarō gutherzig, anderen Menschen gegenüber rücksichtsvoll und in der Lage, Courage und Entschlossenheit zu zeigen. Aber er schämt sich sehr für die Eskapaden seiner Familie.
Tenko (テンコ, Tenko)Tenko ist ein rotäugiger, rothaariger Engel, der bei Samatarōs Geburt auf die Erde gerufen wurde, um sein Beschützer zu sein, bis er in der Lage sein würde, seine eigenen Wege zu gehen. Da Tenko in der Form eines Neugeborenen auftauchte und sie zusammen mit dem Jungen aufwuchs, entwickelte sie mit der Zeit Gefühle für ihn. Dies hindert sie allerdings nicht daran als sein Gewissen zu handeln und ihn gelegentlich für Dinge, die sie als Missetaten ansieht, zu bestrafen. Trotz ihrer großen Willenskraft und Korrektheit ist Tenko in gewisser Art naiv wie ein Kind und ihr scheint grundlegendes Wissen über den allgemeinen menschlichen Umgang zu fehlen.
Kumiko Komori (小森 久美子, Komori Kumiko)Kumiko ist ein schlankes, schönes Mädchen mit schwarzem Haar und dunklen Augen, welches vorübergehend als Austauschschülerin in Samatarōs und Tenkos Klasse geht und seine erste Liebe wird. Nachdem sie das Opfer einiger emotionaler Einwirkungen von Misa und Meme wird, entwickelt sie echte Gefühle für Samatarō. Als sie später noch einmal in die Schule transferiert wird, versucht sie eine engere Beziehung zu ihm aufzubauen.

### Nebencharaktere
Osamu Kamiyama (神山 治, Kamiyama Osamu)Osamu, der amtierende Gott, ist der Vater von Misa, Samatarō und Meme sowie der Ehemann von Venus. Er wird als älterer Mann dargestellt, der sowohl verspielt als auch ein liebevoller Ehemann und Vater ist, auch wenn er dies auf eine recht eigentümliche Art und Weise zeigt. Wenn er seiner Arbeit im Himmel nachgeht, dann scheint es seine Hauptaufgabe zu sein, die Wünsche von Menschen zu erfüllen. Da Osamu dazu tendiert, es mit der Erfüllung der Wünsche seines Sohnes zu übertreiben, bringt er diesen und Tenko immer wieder in Verlegenheit. Ab dem Zeitpunkt, an dem sein Sohn deutlich macht, dass er auf eigenen Füßen stehen will, scheint sich Osamu an seinen Arbeitsplatz zurückzuziehen.
Venus Kamiyama (神山 ビーナス, Kamiyama Venus)Venus ist die Mutter von Misa, Samatarō und Meme und die Ehefrau von Osamu. Die Göttin der Liebe erscheint in der Form einer schönen Frau, welche sich nicht ganz ihrem Alter entsprechend verhält und mit ihren Kindern und Ehemann herumspielt. Sie schafft es immer wieder ihren Sohn Samatarō in peinliche Situationen zu bringen, da sie sich gern verkleidet und dabei auch nicht vor einer gewissen Nacktheit zurückschreckt. Venus scheint außerdem einen leichten Komplex ihres Alters und Erscheinung gegenüber zu haben. Trotz ihrer verrückten Charakterzüge zeigt sich Venus sehr flexibel, gefühlvoll und weise, wenn es notwendig ist.
Misa Kamiyama (神山美佐, Kamiyama Misa)Misa ist das älteste Kind (so weit bekannt) von Osamu und Venus, und die ältere Schwester von Samatarō und Meme. Misa ist fast bereit in den Rang einer Göttin aufzusteigen und kontrolliert bereits die meisten ihrer Kräfte. Eine ihrer Spezialitäten ist es, die Emotionen der Menschen zu beeinflussen. Außerhalb ihres Heims stellt Misa das Bild eines süßen, betont zurückhaltenden Mädchens dar und hat eine gewisse Anhängerschaft. Dies steht im Gegensatz zu dem Fakt, dass sie Männer z. T. als 'Abschaum' bezeichnet, da sie glaubt, alle Männer würden auf die gleiche Art denken. Zu Hause scheint sie hauptsächlich in essend und in Unterwäsche herumzulaufen und genießt es, ihren kleinen Bruder und Tenko zu reizen. Sie beteiligt sich immer wieder an Venus und Osamus Eskapaden um auf Kosten Samatarōs zu lachen, während sie selbst von diesen Eskapaden unberührt bleibt.
Meme Kamiyama (神山メメ, Kamiyama Meme)Meme ist das jüngste Kind von Osamu und Venus. Wie Misa ist auch Meme eine Anwärterin auf den Status einer Göttin und kontrolliert trotz ihres jungen Alters schon einige ihrer Kräfte. Außerdem ist sie wie Misa sehr geübt darin, die Emotionen der Menschen zu steuern. Meme erscheint gewöhnlich emotionslos zu sein und reagiert für ihr Alter sehr erwachsen, ist aber dennoch ein Kind.
Shin’ichi Kurishima (霧島進一, Kurishima Shin’ichi)Shin’ichi ist Samatarōs und Tenkos Schulfreund, der nach Mädchen verrückt ist und seine Unterhaltungen immer wieder mit englischen Phrasen aufpeppt, wenn er aufgeregt ist. Dies ist er besonders häufig, wenn er über Mädchen spricht. Seine Freunde sehen ihn als einen Idioten an, welcher aber keinen schlechten Charakter hat.
Fumiko Komori (小森フミコ, Komori Fumiko)Fumiko Komori ist ein weiblicher Teufel und die Mutter von Kumiko. Sie betrügt ihr einziges Kind, indem sie ihr vorspielt, dass sie die Energie von menschlichen Seelen benötige um nicht ihre Jugend und Kraft zu verlieren. In Wirklichkeit bezweckt sie damit, dass auch ihre Tochter innerlich ein Teufel wird. Sie zeigt keinerlei Emotionen Kumiko gegenüber und beabsichtigt mit deren Hilfe Samatarō gefangen zu nehmen. Fumiko selbst war einst ein Engel, der sich in einen sterblichen Mann verliebte und mit ihm zusammen Kumiko zur Welt brachte. Der Sterbliche kehrte jedoch beiden den Rücken, als er Kumikos engelhafte Herkunft bemerkte. Dies brach Fumiko das Herz und sie verwandelte sich in einen Teufel.
Suguru (スグル, Suguru)Suguru behauptet von sich selbst, ein Erzengel zu sein. Suguru erscheint als ein Sparschwein, das fliegen kann und den Betrag, den es beinhaltet oder dazu bekommt unwillentlich ausspricht. Laut seiner Aussage wählte er diese Erscheinungsform, um nicht zu viel Aufmerksamkeit auf sich zu richten. Er scheint sich darüber zu ärgern als „Schwein“ angesprochen zu werden, zumal er der stattlichste Erzengel sein soll. Am Ende des Anime wird angedeutet, dass Suguru Tenkos Vater sei, sich aber dazu entschieden hat, es noch nicht zu verraten.

## Entstehung und Veröffentlichungen

### Romane
Die Light Novels von Yoshikazu Kuwashima erscheinen seit 2003 bei Media Factory im Label Bunko J. Bis zum März 2007 sind acht voneinander unabhängige Teile erschienen.

### Manga
Eine Manga-Umsetzung der Romane erscheint seit der Dezember-Ausgabe 2005 als Fortsetzungsgeschichte monatlich im Manga-Magazin Comic Flapper. Als Zeichner fungiert Tabari (たぱり). Die Kapitel wurden bis 2008 in fünf Sammelbänden (Tankōbon) zusammengefasst.

### Anime
Eine 13-teilige Serie wurde von Toei Animation produziert und von Mai bis August 2006 im japanischen Fernsehen ausgestrahlt. Etwa 3 Monate später, zeitlich versetzt, erschienen die 13 Episoden auch auf insgesamt 5 DVDs.

#### Synchronsprecher
| Rolle              | Japanischer Sprecher (Seiyū) |
| ------------------ | ---------------------------- |
| Samatarou Kamiyama | Daisuke Kishio               |
| Tenko              | Ami Koshimizu                |
| Kumiko Komori      | Ai Maeda                     |
| Osamu Kamiyama     | Masashi Ebara                |
| Venus Kamiyama     | Nanaho Katsuragi             |
| Misa Kamiyama      | Yumi Tōma                    |
| Meme Kamiyama      | Akemi Kanda                  |
| Lulu               | Ryō Hirohashi                |
| Lulu (als Kind)    | Tomoko Kaneda                |
| Shinichi Kirishima | Hiroaki Miura                |
| Ai Tachibana       | Mamiko Noto                  |
| Fumiko             | Mariko Kōda                  |
| Suguru             | Yasuhiro Takato              |

#### Musik
Für den Vorspann der Serie wurde der Titel Brand New Morning, gesungen von Mai Mizuhashi, aufgenommen, von dem allerdings nur ein eineinhalb minütiger Ausschnitt verwendet wurde. Der Abspann der einzelnen Folgen verwendete Toshokan dewa Oshiete Kurenai, Tenshi no Himitsu (図書館では教えてくれない、天使の秘密) der Gruppe Miraku, die sich aus Mai Mizuhashi, Mayu Kudou und Fumika Iwaki zusammensetzt, als Musikstück.

### Computerspiel
Am 21. September 2006 erschien das Ren’ai-Adventure Kamisama Kazoku: Ōengambō (神様家族 応援願望) für die PlayStation 2.